# Liste der türkischen Botschafter in Chile
| Ernennung Akkreditierung | Botschafter            | Bemerkung | Liste der Ministerpräsidenten der Türkei | Liste der Präsidenten Chiles | Posten verlassen |
| ------------------------ | ---------------------- | --- | ---------------------------------------- | ---------------------------- | ---------------- |
| 14. Aug. 1930            | Talat Kayaalp          | Geschäftsträger, 6. Juli 1932 – 4. Dez. 1934: Generalkonsul in Jerusalem | Ali Fethi Bey                            | Carlos Ibáñez del Campo      | 1931             |
| 1931                     |                        | Unterbrechung der diplomatischen Beziehungen. | Ali Fethi Bey                            | Pedro Opazo                  | 1943             |
| 1943                     | Abdülahat Akşin        | 24. März 1939 als Gesandter in Buenos Aires, 1. Januar 1946 – 1. Januar 1952: Botschafter in Damaskus. | Ahmet Fikri Tüzer                        | Juan Antonio Ríos Morales    |                  |
| 1944                     | Selahattin Refet Arbel | Selahaddin Arbel 6. Dezember 1952 – 15. Februar 1957: Botschafter in Den Haag | Ahmet Fikri Tüzer                        | Juan Antonio Ríos Morales    |                  |
| 1950                     | Bedri Tahir Şaman      | (* 1899; † 4. Januar 1956) 1954–1956: Botschafter in Brüssel | Adnan Menderes                           | Alfredo Duhalde              | 1954             |
| 1954                     | Cemal Hüsnü Taray      | (* 1893 in Gümüşhane; † 11. Februar 1975) studierte Volkswirtschaft an der Universität Lausanne, 19. Juli 1923 bis 18. Januar 1925: geschäftsführende Leitung der T.C. Ziraat Bankası, im Regierungskabinett von İsmet İnönü war er von 10. April 1929 – 15. September 1930: Bildungsminister, 1930–1936: Gesandter in Bern und erster ständiger Vertreter beim Völkerbund in Genf, 1938–1939: Gesandter in Brüssel, 1945–1946: Botschafter in Rom, 1941–1944: Botschafter in Teheran, 1939–1940: Botschafter in Warschau, 1952–1954: Botschafter in Athen. | Adnan Menderes                           | Carlos Ibáñez del Campo      | 1960             |
| 1. Aug. 1961             | Said Sahipoglu         | Geschäftsträger bis 1960 Botschaftsrat in Wien | Emin Fahrettin Özdilek                   | Jorge Alessandri Rodríguez   |                  |
| 1962                     | Cevdet Dülger          | Bis 30. April 1942 Generalkonsul in Paris, 27. Feb. 1951 – 4. Okt. 1955: Botschafter in Riad | İsmet İnönü                              | Jorge Alessandri Rodríguez   | 1966             |
| 1967                     | Mustafa Kenanoğlu      | 1963–1966: Botschafter in Tirana | Suad Hayri Ürgüplü                       | Eduardo Frei Montalva        | 1967             |
| 1971                     | Necdet Özmen           | 31. Dez. 1966 – 1. Jan. 1971: Botschafter in Riad | Nihat Erim                               | Salvador Allende Gossens     |                  |
| 1974                     | Sakip Bayaz            | 13. Januar 1972: Botschafter in Mexiko-Stadt | Mustafa Bülent Ecevit                    | Augusto Pinochet Ugarte      | 1980             |
| 1982                     | Ekrem Goksin           | | Bülent Ulusu                             | Augusto Pinochet Ugarte      |                  |
| 1986                     | Nurettin Karayoyllu    | | Turgut Özal                              | Augusto Pinochet Ugarte      |                  |
| 1991                     | Yuksel Germen          | | Ahmet Mesut Yılmaz                       | Patricio Aylwin Azócar       |                  |
| 1993                     | Ildeniz Divanlioglu    | | Tansu Çiller                             | Patricio Aylwin Azócar       |                  |
| 1997                     | Sadi Calislar          | | Mesut Yılmaz                             | Eduardo Frei Ruiz-Tagle      |                  |
| 1999                     | Türel Özkarol          | | Bülent Ecevit                            | Eduardo Frei Ruiz-Tagle      | 2001             |
| 2002                     | Ayşenur Alpaslan       | | Abdullah Gül                             | Ricardo Lagos Escobar        | 2005             |
| 17. Jan. 2005            | Osman Ulukan           | (* 18. April 1947) 1973 erhielt er die Hochschulreife, er studierte Politikwissenschaft an der Universität Ankara, trat 1975 in den auswärtigen Dienst, von 1998 bis 2001 hatte er Exequatur als Generalkonsul in Essen, war Lateinamerika-Koordinator der Große Nationalversammlung der Türkei und wurde 2012 in den Ruhestand versetzt. | Recep Tayyip Erdoğan                     | Ricardo Lagos Escobar        |                  |
| 2011                     | Melih Mehmet Akat      | | Recep Tayyip Erdoğan                     | Sebastián Piñera             |                  |
| 5. Jan. 2012             | Hayati Güven           | (* 19. Oktober 1948 in Bursa) studierte Politikwissenschaft an der Universität Ankara, schloss 1975 ein Studium des Finanzwesens ab und trat in den auswärtigen Dienst. 1. Dezember 2000 – 1. Dezember 2004: Botschafter in Nord-Nikosia, 17. Januar 2005 – 1. April 2008: Leitung der Abteilung Sicherheit, 1. April 2008 bis 21. Dezember 2011: Botschafter in Oslo. | Recep Tayyip Erdoğan                     | Sebastián Piñera             |                  |
| 2013                     | Naciye Gökçen Kaya     | | Recep Tayyip Erdoğan                     | Sebastián Piñera             |                  |